# Водяне (Чугуївський район)
Водяне́ — село (до 2009 — селище) в Україні, у Зміївській міській громаді Чугуївського району Харківської області. Населення становить 304 осіб. До 2020 орган місцевого самоврядування — Борівська сільська рада.

## Географія
Село Водяне знаходиться на правому березі річки Уда, вище за течією на відстані 1 км розташоване село Борова, нижче за течією на відстані 1 км — село Красна Поляна, на протилежному березі розташоване село Темнівка. Через село проходить автомобільна дорога Р78, до найближчої залізничної станції Звидки — 3,5 км. Навколо села невеликі лісові масиви (дуб).

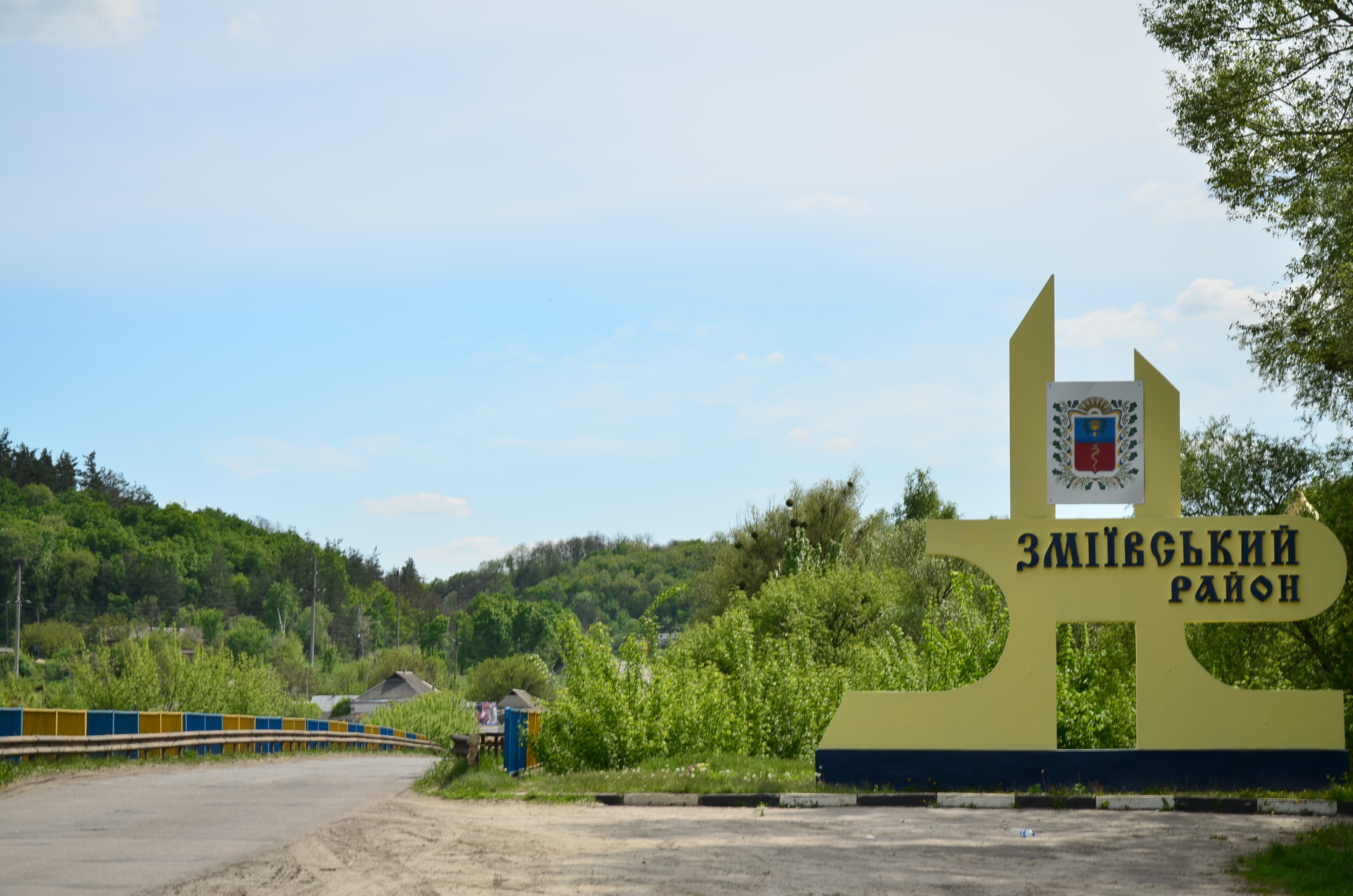
Знак в'їзду до Зміївського району
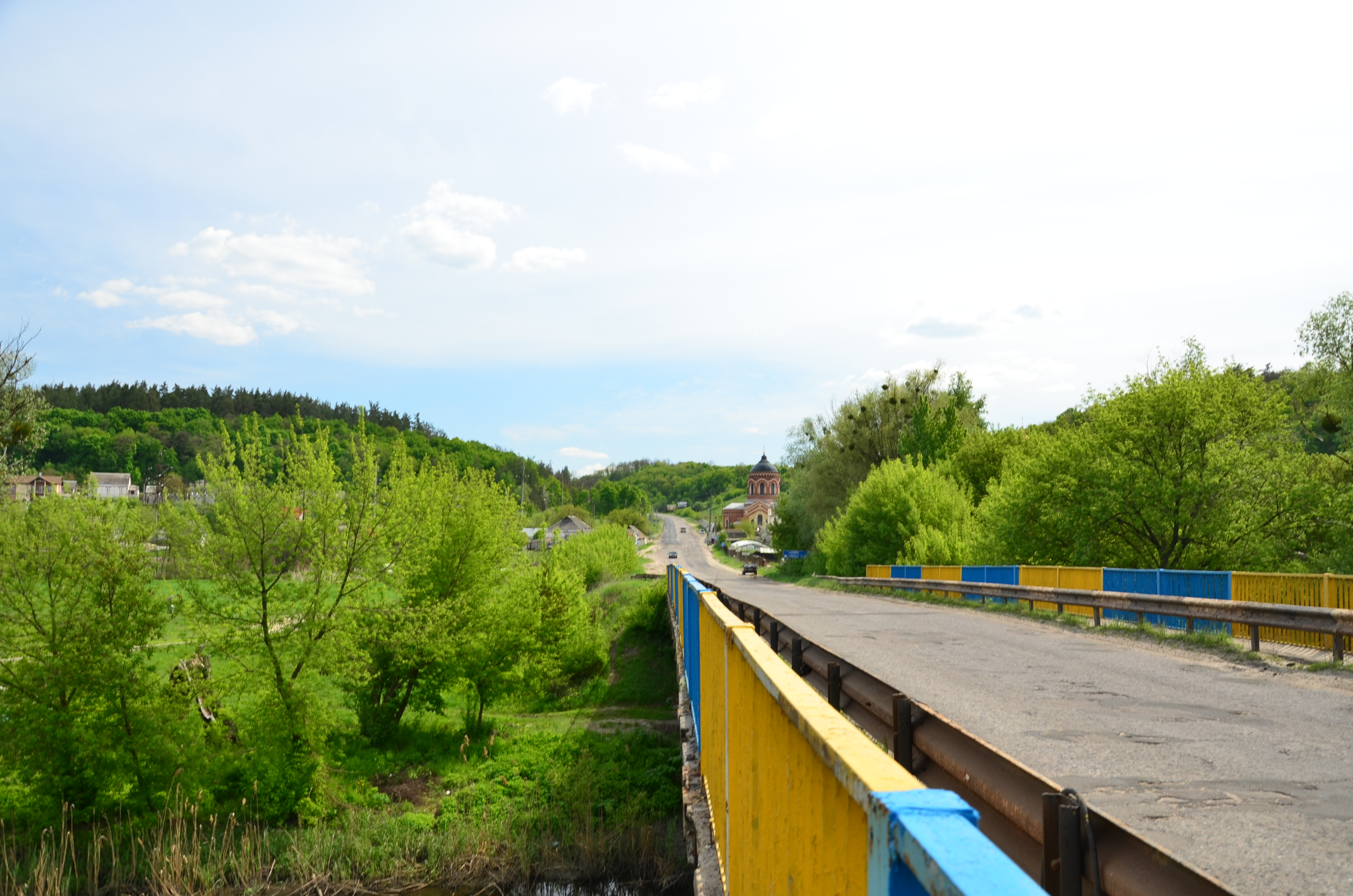
Міст через річку Уди, Водяне
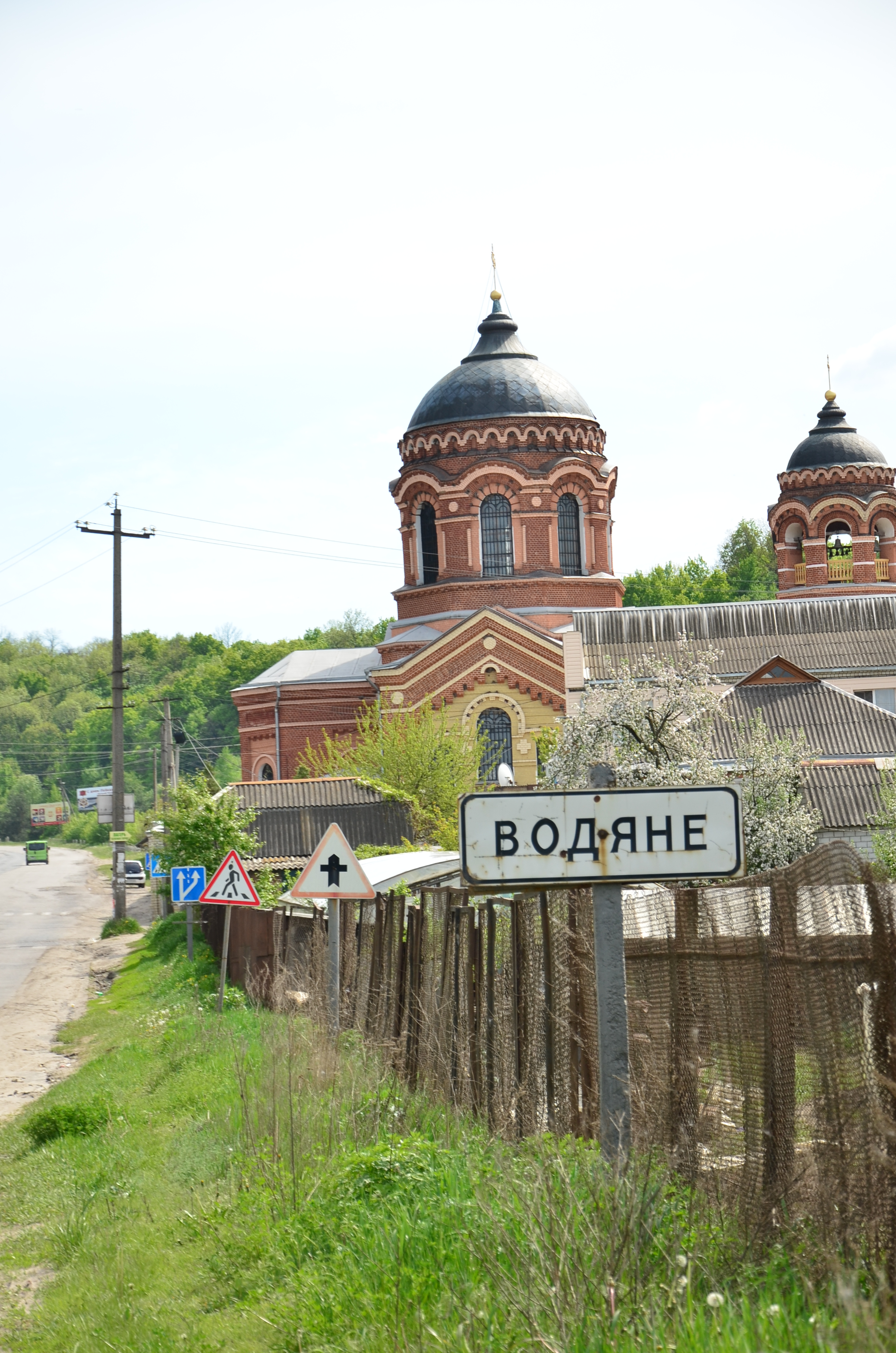
В'їзд до с. Водяне
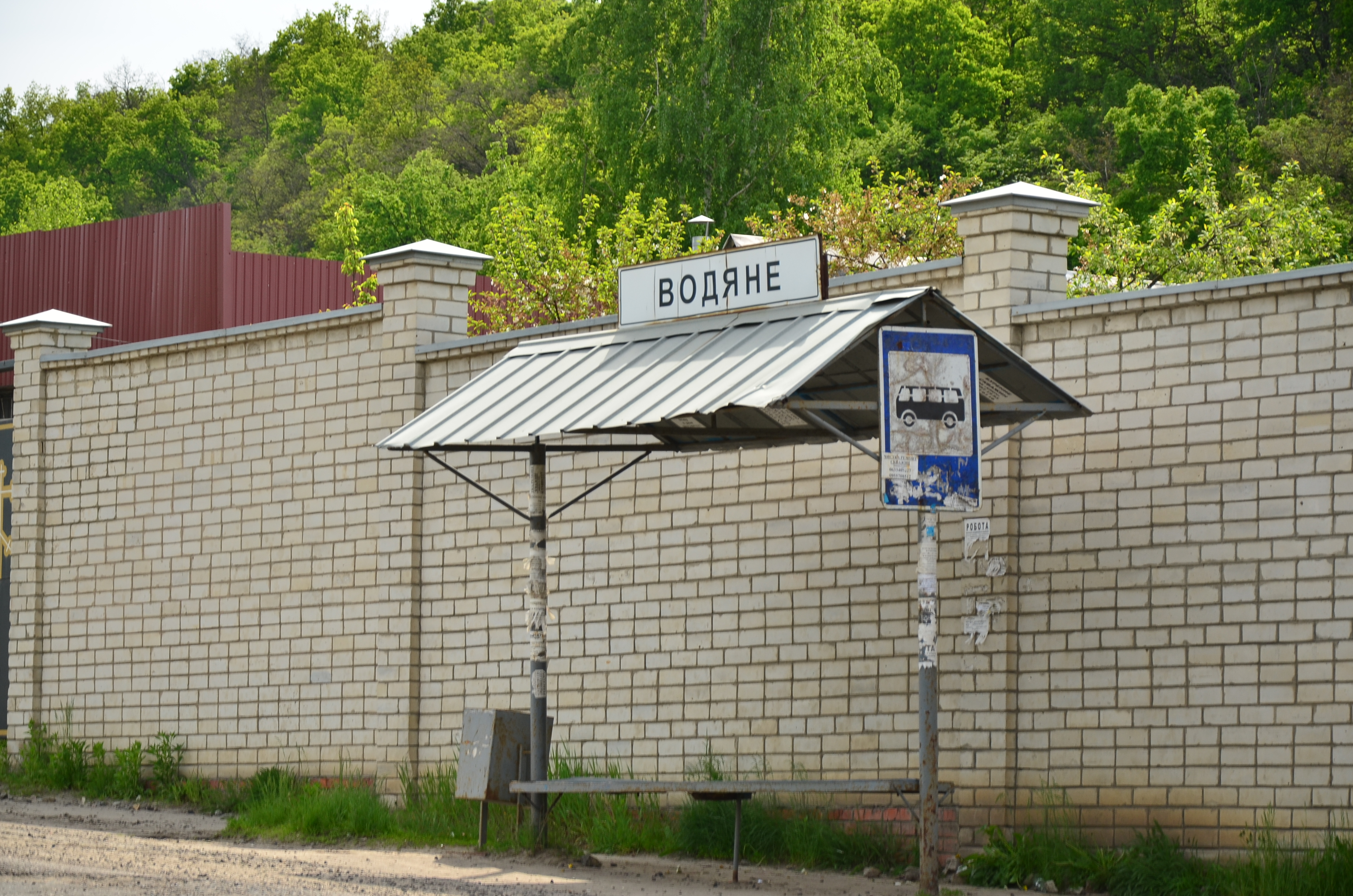
Автобусна зупинка, Водяне
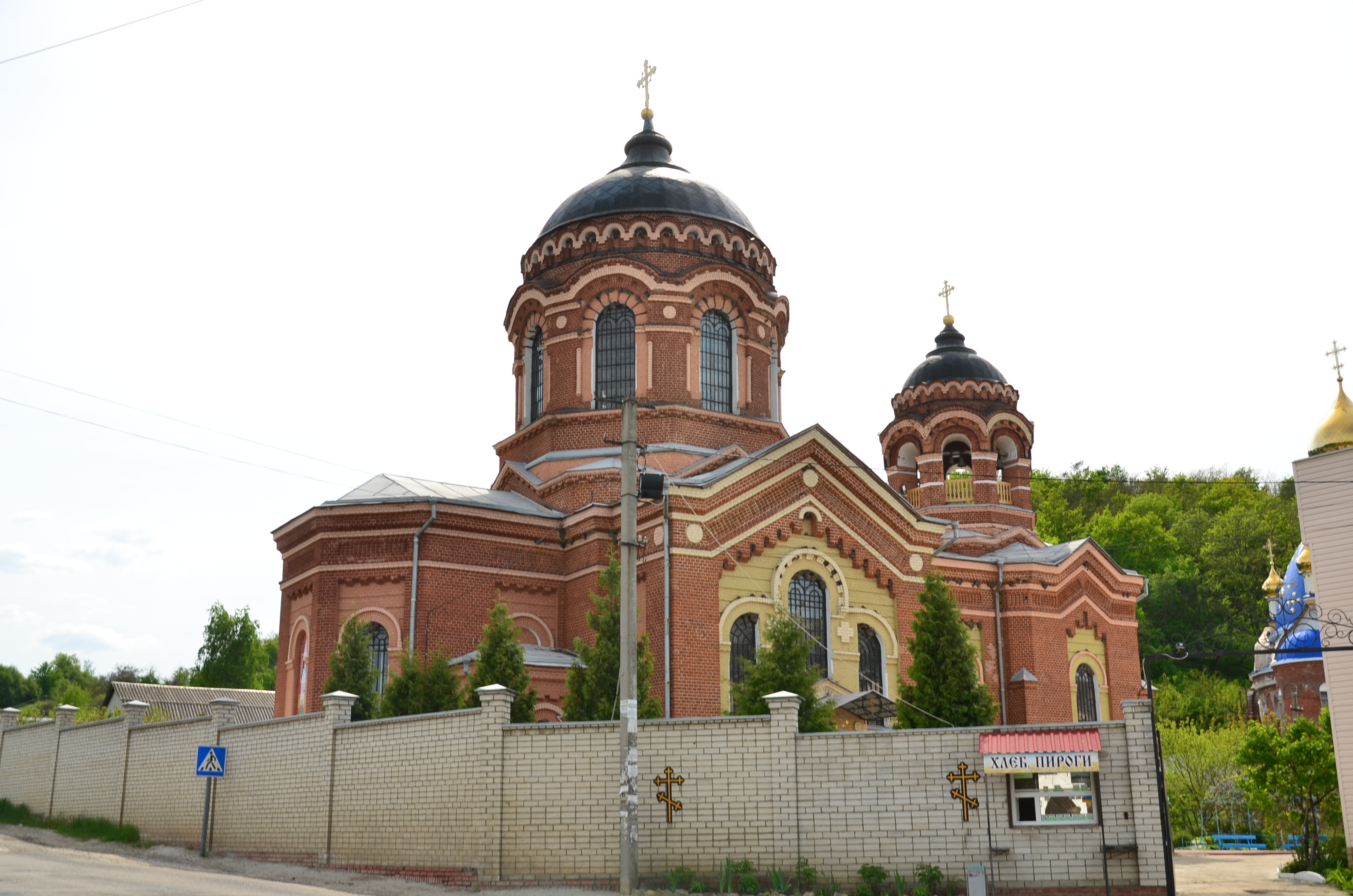
Свято-Борисо-Глібський жіночий монастир, Водяне
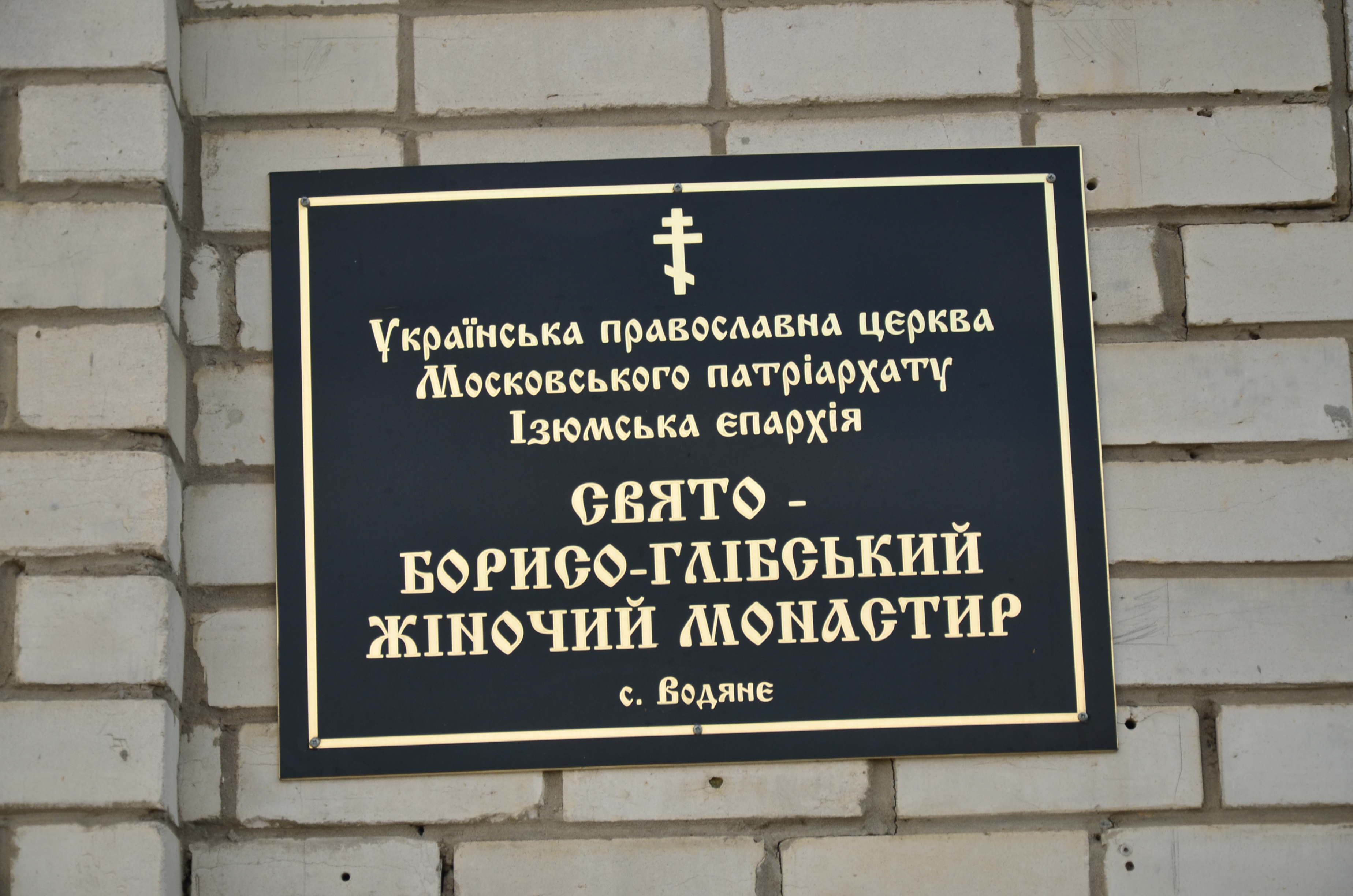
Свято-Борисо-Глібський жіночий монастир, Водяне
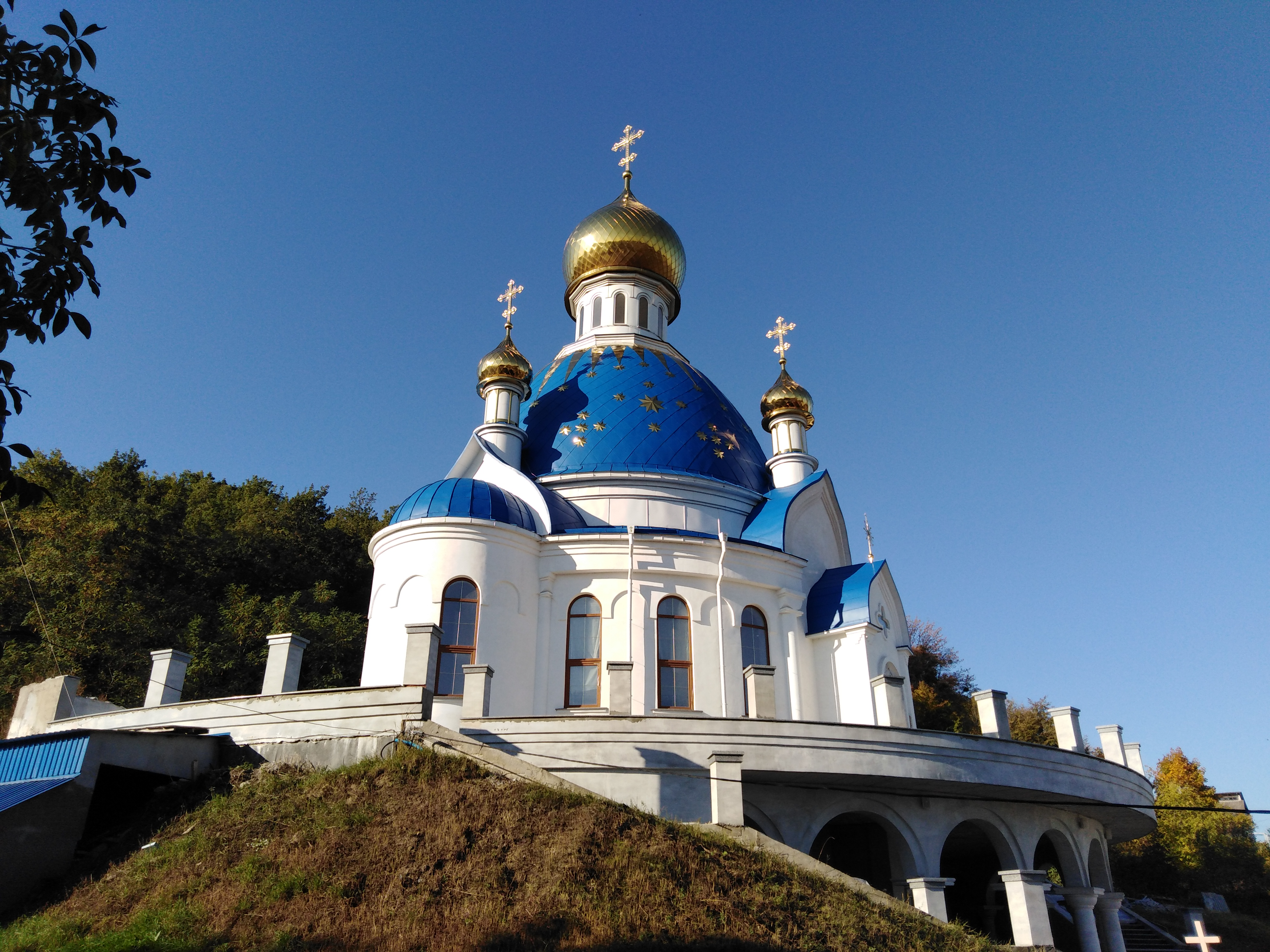
Монастирський храм Преображення Господнього, Водяне (2018 р.)

## Археологія

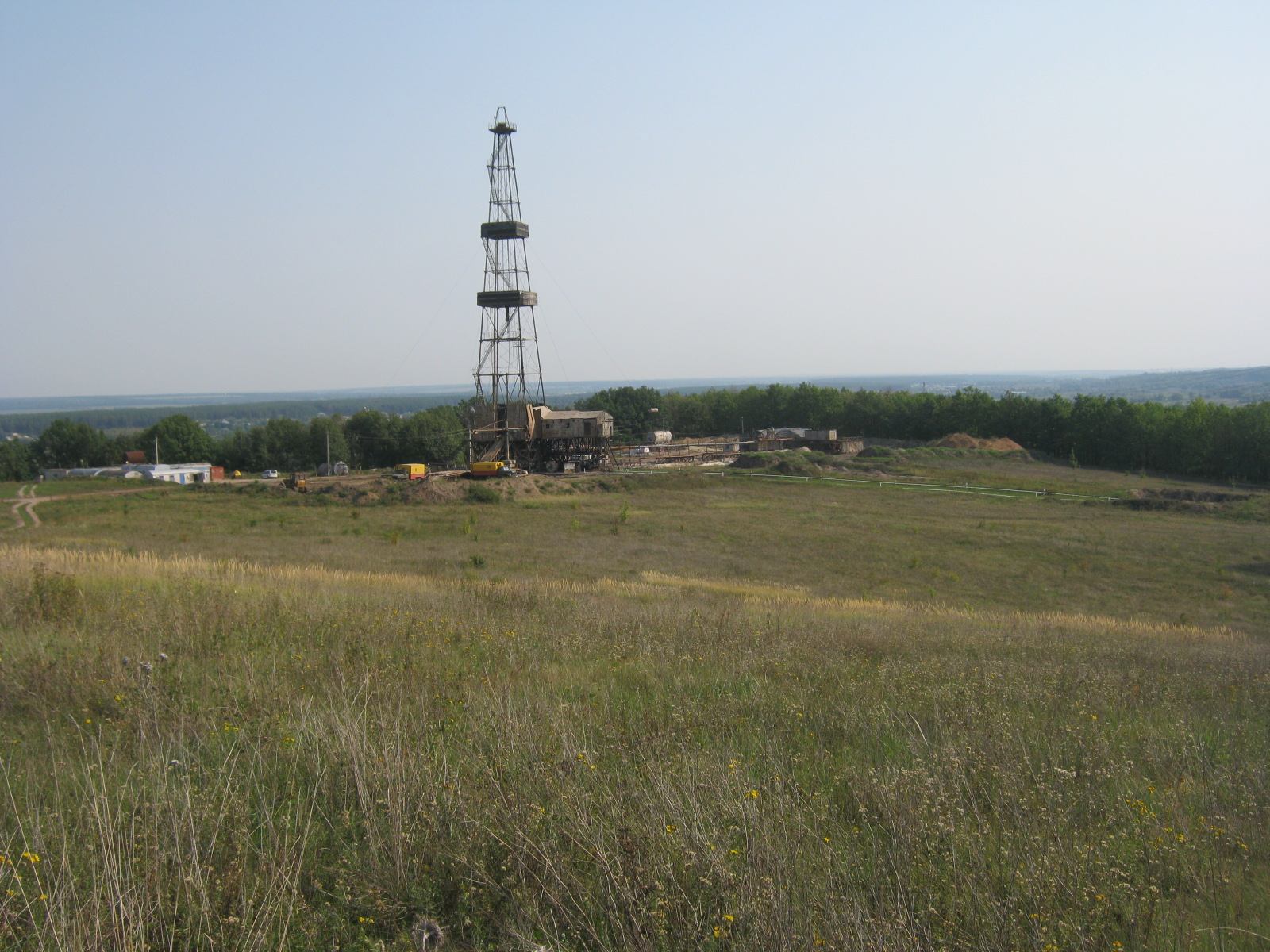
Городище "Водяне" між селищами Водяне та Красна Поляна на правому березі р. Уди

- Городище «Водяне» двошарове: скіфів-землеробів й роменське 500-200 років до Р.Х. площею 6400 кв.м, за 2 км на схід від села в урочищі Холодний Яр; досліджувалося Волченко П.А. на початку 19 сторіччя й Фукс М.К. у 1920-ті роки;
- поселення скіфське.500-200 років до Р.Х. досліджувалося. Шрамко Б.А. у 1951 році.

## Історія
- 1712 — дата заснування[1].
- Село постраждало внаслідок геноциду українського народу, проведеного урядом СССР в 1932—1933 роках, кількість встановлених жертв у Водяному, Красній Поляні і Костянтинівці — 246 людей[3].
- 12 червня 2020 року, відповідно до Розпорядження Кабінету Міністрів України  № 725-р «Про визначення адміністративних центрів та затвердження територій територіальних громад Харківської області», увійшло до складу Зміївської міської громади.[4]
- 19 липня 2020 року, в результаті адміністративно-територіальної реформи та ліквідації Зміївського району, село увійшло до складу Чугуївського району Харківської області[5].

## Економіка
- Піонерський табір «зелена гірка»

## Пам'ятки

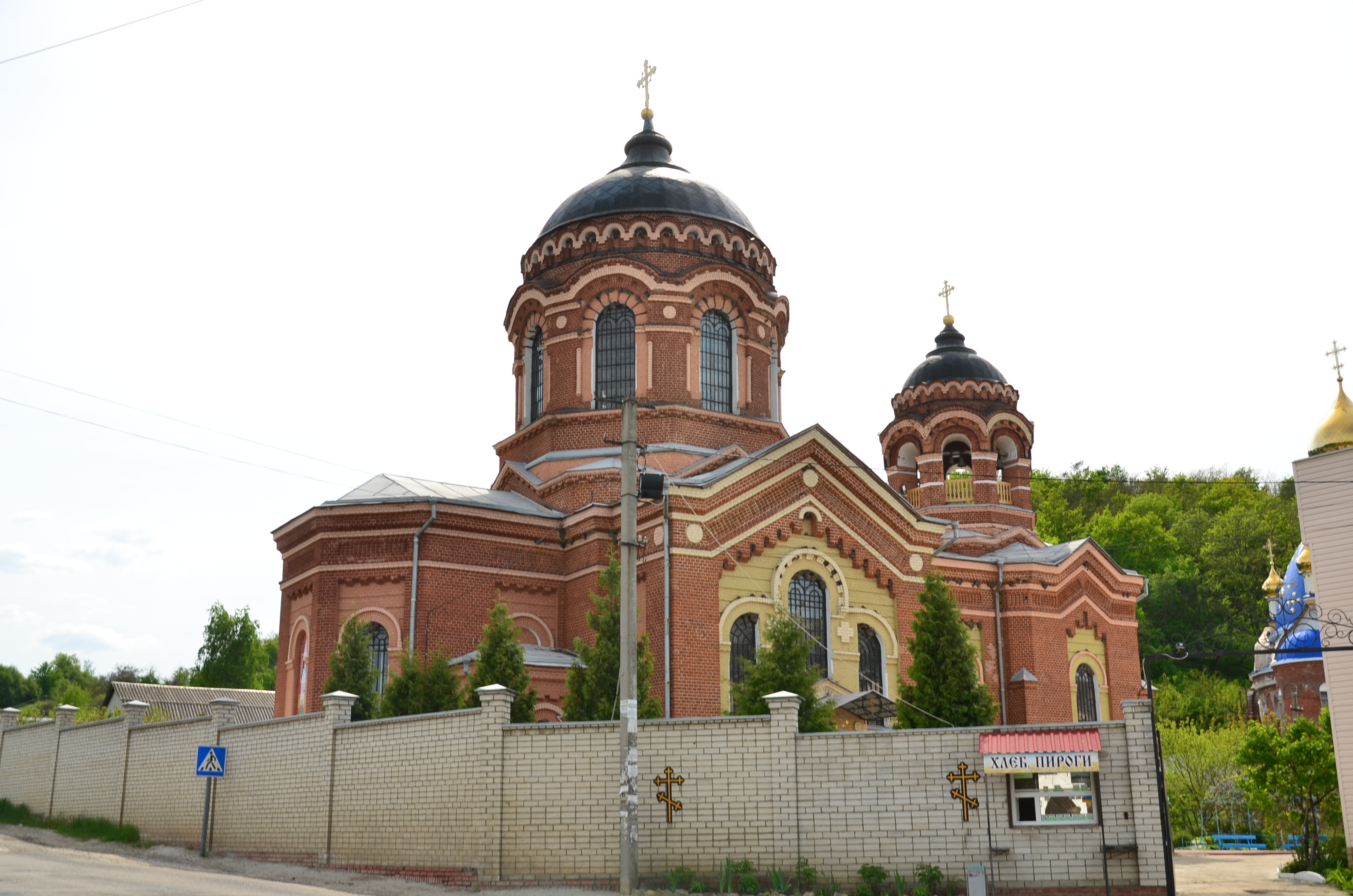
Свято-Борисо-Глібський жіночий монастир, Водяне

- Борисо-Глібський монастир
- Городище Водяне[6] — рання залізна доба, скіфська культура, розвинуте середньовіччя, роменська культура.